# Mike England
Pour les articles homonymes, voir England.
Harold Michael England, plus connu sous le nom de Mike England, né le 2 décembre 1941 à Holywell, est un footballeur international gallois reconverti entraîneur. Il évolue au poste de défenseur central du début des années 1960 au début des années 1980.
Il est formé au Blackburn Rovers où il reste sept saisons, il évolue ensuite au Tottenham Hotspur avec laquelle il gagne la Coupe de l'UEFA. Il termine sa carrière dans le championnat de soccer nord-américain, la North American Soccer League. Sélectionné à 44 reprises et 26 fois capitaine de l'équipe du pays de Galles entre 1962 et 1974.
Après sa carrière de joueur, il devient le sélectionneur de l'équipe du pays de Galles. Il quitte ses fonctions huit ans plus tard. Il est fait membre de l'ordre de l'Empire britannique (MBE) en 1984, pour services rendus au football gallois.

## Biographie

### Carrière de joueur

#### Carrière en club
Natif du Flintshire, Mike England effectue la majeure partie de sa carrière professionnelle en Angleterre au Blackburn Rovers et à Tottenham Hotspur. Il figure également dans l'effectif des Sounders de Seattle lors de cinq saisons du championnat de soccer nord-américain, la North American Soccer League.
Mike England remporte la FA Youth Cup avec les moins de 18 ans du Blackburn Rovers en 1959,,. Puis, il est intégré au groupe pro en début de saison 1959-1960. Il dispute son premier match en First Division avec les Rovers le 3 octobre 1959, lors d'une défaite 1-4 contre Preston North End,. Lors de sa première saison à Blackburn, il dispute sept rencontres en First Division. Le 25 mars 1963, il inscrit son premier but en First Division face à Blackpool (3-3). Puis, le 13 novembre 1965, il réalise son premier doublé contre Newcastle United (victoire 4-2). En 184 rencontres (dont 165 en First Division), il inscrit 21 buts avec Blackburn Rovers,.
Il quitte Blackburn Rovers au terme de la saison 1965-1966, lorsque le club est relégué en deuxième division, et signe à Tottenham pour 95 000 £, un montant record pour un transfert d'un défenseur,,. Il dispute son premier match avec les Spurs le 20 août 1966, lors de la première journée de First Division, lors d'une victoire 3 à 1 contre Leeds United. À la fin de la saison, il remporte son premier trophée avec les Spurs le 20 mai 1967 avec un succès 2-1 contre Chelsea à l'occasion de la FA Cup,,,. Puis, le 27 février 1971 il remporte la League Cup (en) contre Aston Villa. Blessé, England ne peut prendre part à la finale,. Il remporte son premier trophée continental en gagnant la première finale de la Coupe de l'UEFA en 1972 face au Wolverhampton Wanderers,. Il dispute et remporte la finale de la League Cup (en) contre Norwich City l’année suivante,,. Il atteint une nouvelle fois la finale de la Coupe de l'UEFA en 1974, mais s'incline face au Feyenoord Rotterdam,. En 397 rencontres (dont 300 en First Division), il inscrit 19 buts avec Tottenham Hotspur,,. Le 27 septembre 2013, les Spurs révèlent que Mike England et Alan Gilzean seront intronisés ensemble au Temple de la renommée du club,.
Il termine sa carrière dans la North American Soccer League, lorsqu'il rejoint la franchise nord-américaine des Sounders de Seattle. Le 11 mai 1975, il fait ses débuts en tant que titulaire en NASL face aux Aztecs de Los Angeles (victoire 3-1). Il inscrit son premier but sous le maillot des Sounders face aux Aztecs le 30 mai. Puis, il fait un dernier passage en prêt à Cardiff City en Third Division. À la fin de la saison, il termine à la deuxième place du championnat et le club gallois est promu en deuxième division. Lors de la saison 1977 sous les ordres de Jimmy Gabriel, les Sounders se qualifient à leur première finale du Soccer Bowl (en). Les Sounders s'inclinent en finale des séries éliminatoires contre le Cosmos de New York (défaite 2-1),. Il est nommé dans la première équipe-type de la NASL quatre fois consécutive,. En 106 rencontres, il inscrit 6 buts et délivre 12 passes décisives avec les Sounders de Seattle,.
il joue également une saison avec la Force de Cleveland (en) en MISL, la plus importante ligue de soccer intérieur professionnelle. En onze rencontres, il délivre une passe décisive avec la Force de Cleveland,.

#### Carrière internationale
Le 11 avril 1962, Mike England effectue ainsi ses grands débuts en sélection galloise sous les ordres de Jimmy Murphy, lors d'une rencontre du championnat britannique (en) contre l'Irlande du Nord (victoire 4-0). Il devient pour la première fois capitaine de l'équipe du pays de Galles lors d'une rencontre du championnat britannique (en) contre l'Irlande du Nord le 15 avril 1964. Il devient ainsi le plus jeune capitaine de l'histoire des Dragons à l'âge de 22 ans, 4 mois et 13 jours (ce record est battu par Aaron Ramsey le 26 mars 2011). Puis, le 17 mars 1965, il inscrit son premier but en sélection contre la Grèce, lors d'un match des éliminatoires de la Coupe du monde 1966 (victoire 4-1). 
Il reçoit sa dernière sélection le 20 novembre 1974 face au Luxembourg, où il inscrit son troisième but en sélection (victoire 5-0). Mike England compte 44 sélections (dont 26 fois en tant que capitaine) et 3 buts avec l'équipe du pays de Galles entre 1962 et 1974.

### Sélectionneur de l'équipe du pays de Galles
Mike England est nommé sélectionneur de l'équipe du pays de Galles en remplacement de Mike Smith en 1980. Le 17 mai 1980, il dispute son premier match sur le banc des Dragons face à l'Angleterre. Les Gallois battent les Anglais, à Wrexham. Mickey Thomas, Ian Walsh, Leighton James (en) et Phil Thompson, contre son camp, permettent aux Gallois de l'emporter 4-1,,,.
Le pays de Galles passe tout près d'une qualification à la Coupe du monde 1982. La sélection de Mike England, en situation très favorable, concède lors des deux derniers matchs qualificatifs un match nul à domicile face à la modeste Islande (2-2), puis une sévère défaite face à l'Union soviétique (0-3), qui les privent de la première place à la différence de buts. Les Gallois manquent également de peu l'Euro 1984, en terminant deuxièmes de leur groupe derrière la Yougoslavie. Toutefois, à cette période, le pays de Galles viendra s'imposer en France en match de préparation pour la Coupe du monde 1982, sur le score de 1-0.
Le 2 mai 1984, les Gallois battent de nouveau les Anglais, grâce au jeune Mark Hughes en inscrivant le seul but de la rencontre,,. L'année suivante, ils battent l'Espagne (3-0) lors des éliminatoires de la Coupe du monde 1986,. En dépit d'une autre victoire en Écosse (1-0), les Gallois manquent la qualification à la différence de buts. Lors du dernier match, décisif, ils sont tenus en échec par les Écossais à Cardiff (1-1), lors d'un match marqué par la mort dramatique de l'emblématique sélectionneur écossais Jock Stein,,,.
Il est renvoyé de son poste de sélectionneur le 3 février 1988 à la suite d'une défaite contre la Tchécoslovaquie (2-0). Il ne réussit pas à qualifier la sélection galloise pour le championnat d'Europe,,. Complètement retiré du football, après son renvoi par la Fédération galloise de football. Il possède une entreprise de matériaux de construction qui se nomme Mike England Timber (fondée en octobre 1969).

## Statistiques

### Statistiques d'entraîneur
Le tableau suivant récapitule les statistiques de Mike England durant son mandat de sélectionneur de l'équipe du pays de Galles.
| Saison    | Équipe                   | M  | V  | N  | D  | BP | BC | Vic.%  | Nul.%  | Déf.%  |
| 1979-1980 | Équipe du pays de Galles | 4  | 2  | 0  | 2  | 8  | 3  | 50,0 % | 0,0 %  | 50,0 % |
| 1980-1981 | Équipe du pays de Galles | 7  | 5  | 2  | 0  | 11 | 1  | 71,4 % | 28,6 % | 0,0 %  |
| 1981-1982 | Équipe du pays de Galles | 8  | 2  | 2  | 4  | 7  | 10 | 25,0 % | 25,0 % | 50,0 % |
| 1982-1983 | Équipe du pays de Galles | 7  | 3  | 2  | 2  | 9  | 9  | 42,8 % | 28,6 % | 28,6 % |
| 1982-1984 | Équipe du pays de Galles | 9  | 2  | 4  | 3  | 9  | 6  | 22,2 % | 44,4 % | 33,3 % |
| 1984-1985 | Équipe du pays de Galles | 7  | 3  | 1  | 3  | 9  | 10 | 42,8 % | 14,3 % | 42,8 % |
| 1985-1986 | Équipe du pays de Galles | 7  | 3  | 2  | 2  | 7  | 7  | 42,8 % | 28,6 % | 28,6 % |
| 1986-1987 | Équipe du pays de Galles | 4  | 1  | 3  | 0  | 6  | 2  | 25,0 % | 75,0 % | 0,0 %  |
| 1987-1988 | Équipe du pays de Galles | 3  | 1  | 0  | 2  | 1  | 3  | 33,3 % | 0,0 %  | 66,7 % |
| Total     |                          | 56 | 22 | 16 | 18 | 67 | 51 | 39,3%  | 28,6%  | 32,1%  |

## Palmarès

### En club
Tottenham Hotspur
- Vainqueur de la Coupe de l'UEFA en 1972
- Finaliste de la Coupe de l'UEFA en 1974
- Vainqueur de la FA Cup en 1967
- Vainqueur de la League Cup en 1971 et 1973

 Sounders de Seattle
- Finaliste du Soccer Bowl (en) en 1977 (en)

### Distinctions personnelles
- Membre de l'équipe-type de la NASL en 1975, 1976, 1977 et 1978
- Membre de l'ordre de l'Empire britannique (MBE) en 1984
- Membre du temple de la renommée du Tottenham Hotspur en 2013